# Cmentarz żydowski w Kamieniu Pomorskim
Cmentarz żydowski w Kamieniu Pomorskim – kirkut mieścił się przy zbiegu ulic Rejtana i Chrobrego. Powstał w XIX wieku. W czasach nazizmu został zniszczony. W 1968 został zlikwidowany. 3 kwietnia 2008 odsłonięto na dawnym kirkucie głaz upamiętniający Żydów kamieńskich z inskrypcją: Pamięci przedwojennej społeczności żydowskiej w Kamieniu Pomorskim.